# Westview Circle
Westview Circle – jednostka osadnicza w Stanach Zjednoczonych, w stanie Wyoming, w hrabstwie Platte.